# Бернард, Кристал
Кристал Бернард (англ. Crystal Bernard, род. 30 сентября 1961) — американская актриса и кантри-певица.
Бернард дебютировала на экране в фильме 1982 года «Молодость, больница, любовь» и вскоре получила роль в десятом сезоне ситкома «Счастливые дни», после чего сыграла главную роль в фильме «Кровавая вечеринка 2». С 1985 по 1989 год она играла главную роль в ситкоме «Это жизнь», а также часто снималась в телефильмах.
Бернард добилась наибольшей известности благодаря своей роли Хэлен Хэппел в ситкоме «Крылья», в котором она снималась на протяжении восьми сезонов, с 1990 по 1997 год. В дополнение к актёрской карьере она как работала в качестве певицы и композитора и выпустила два студийный альбома, в 1996 и 1999 годах.

## Частичная фильмография
- 1982 — Молодость, больница, любовь / Young Doctors in Love
- 1982—1983 — Счастливые дни / Happy Days
- 1987 — Кровавая вечеринка 2 / Slumber Party Massacre II
- 1985—1989 — / It’s a Living
- 1994 — Смерти подобно / As Good As Dead
- 1990—1997 — / Wings
- 1999 — Гидеон / Gideon